# Francisco I. Madero, Santiago Xiacuí
Francisco I. Madero är en ort i Mexiko.   Den ligger i kommunen Santiago Xiacuí och delstaten Oaxaca, i den sydöstra delen av landet, 400 km sydost om huvudstaden Mexico City. Francisco I. Madero ligger 2 273 meter över havet och antalet invånare är 327.
Terrängen runt Francisco I. Madero är lite bergig. Runt Francisco I. Madero är det glesbefolkat, med 8 invånare per kvadratkilometer. Närmaste större samhälle är Tanetze de Zaragoza, 17,5 km nordost om Francisco I. Madero. I omgivningarna runt Francisco I. Madero växer i huvudsak blandskog.